# Галина Крутикова
Галина Крутикова, с творчески псевдоним Гал Раше, е австрийска пианистка и диригентка от руски произход. Член е на руското и австрийското авторско общество.

## Биография

### Образование
Завършила е Ленинградската консерватория. Ученичка е на водещия педагог, диригент, музикант, народният артист на Русия професор Анатоли Василевич Иванов.

### Кариера
Тя е основоположник и директор на камерния оркестър „Санкт Петербург Камера", който е бил създаден през 1989 година от нейните студенти от Санктпетербургската консерватория и големия младежки симфоничен оркестър от студентите на балтийските страни „Балтийска академия". Организатор е на първия конкурс на младите цигулари през 1989 в Санкт-петербургската косерватория. От 1996 г. живее и работи във Виена.
Като диригент и изпълнител работа с широк репертоар от Моцарт до Хачатурян.

### Награди
Лауреат е от международния музикален фестивал „Интерфер 99" /Югославия, 1999 г./